# Abdulsalam Jumaa
Abdul Salam Al-Jubaibi Jumaa (Abu Dhabi, 26 de maio de 1979) é um ex-futebolista profissional emiratense, que atuava como meia.

## Carreira
Abdulsalam Jumaa se profissionalizou no	Al-Wahda.

## Seleção
Abdulsalam Jumaa integrou a Seleção Emiratense de Futebol na Copa das Confederações de 1997.